# امرأة لا تبيع الحب
امرأة لا تبيع الحب فيلم سينمائي سوري ممنوع من العرض من إنتاج العام 1971.

## قصة الفيلم
فتاتان يجمع بينهما العمل في مجال الخياطة والتفصيل، تتعرف إحداهما على شاب يطلب منها أن تزوره في شقته، فتشك الصديقة في نواياه وتطلب من صديقتها عدم مقابلته وتتوالي أحداث الفيلم.

## فريق العمل
قصة وسيناريو و حوار: إغراء
إخراج: إغراء
مساعد المخرج: فائز علا الدين
الموسيقى التصويرية: إبراهيم جودت
إنتاج: إغراء فيلم

## بطولة
- جاكلين
- إغراء
- هالة حسني
- مظهر الحكيم
- سعد الدين بقدونس
- محمد الشماط
- عبدالله الجندي
- ممدوح الأطرش
- منى فريد
- هاني شاهين
- سليم ضو
- أبو الشباب
- ظفيرة قطان
- فاديا عبيد
- نبيل نعمة
- حياة نديم
- نبيل نقاش
- رأفت الشريف
- أحمد مسالخي
- هيام شاكر
- زينة رأفت
- عماد عدوية
- عبير